# Реутинское
Реутинское — село в Камышловском районе Свердловской области России, входит в состав Зареченского сельского поселения.

## Географическое положение
Село Реутинское расположено в 5 километрах (по автодороге в 7 километрах) к югу-юго-востоку от города Камышлова, в правом берегу реки Пышмы, в устье её правого притока — реки Реутинки.

## История села
Село получило своё название от реки Реутинки. В 1900 году все сельчане были православными, старообрядцев и сектантов не было, главным занятием сельчан было хлебопашество. В 1900 году в селе уже существовала земская школа.

### Христорождественская церковь
Приход села был открыт с назначением сюда священника и дьячка в 1858 году с целью устройства в селе храма.
В 1862 году была заложена на месте бывшей каменной часовни каменная двухпрестольная церковь, придел которой был освящён в честь архангела Михаила в 1863 году. Главный храм был построен в 1865 году и был освящён в честь Рождества Христова 18 мая 1865 года. Постройка храма производилась на средства прихожан и пожертвования жителей города Камышлова. В пользу храма поступал доход (70-90 рублей в год) от добровольных пожертвований, проезжающих по церковному через реку Пышму мосту. Для священника в причте был церковный дом. В 1908—1911 годах в Христорождественском храме служил псаломщиком Иоанн Вишневский, расстрелянный в 1920 году и прославленный как священномученик в Соборе новомучеников и исповедников Российских в 2002 году. В 1920-е годы богослужения не проводилось, а в 1937 году церковь была закрыта. В советское время церковь была снесена.

## Население
| 2002 | 2010 | 2021 |
| ---- | ---- | ---- |
| 159  | ↘139 | ↗188 |